# Ray Müller
Ray Müller (* 1948) ist ein deutscher Regisseur, Drehbuchautor, Filmproduzent und Schriftsteller.

## Biografie
Müller studierte Anglistik, Romanistik und Film in München, London, Montpellier und Paris. Sein Studium schloss er mit dem Master of Arts ab. 1971 organisierte er in Montpellier das „Festival du Jeune Cinéma Allemand“, das Regisseure wie Fassbinder, Werner Herzog oder Wim Wenders in Frankreich bekannt machte. Anschließend arbeitete er als Regisseur und Produzent für den Bayerischen Rundfunk, Arte, den Westdeutschen Rundfunk und das ZDF.
1993 veröffentlichte er den zweiteiligen, insgesamt gut dreistündigen Dokumentarfilm Die Macht der Bilder über die Filmemacherin und Fotografin Leni Riefenstahl, für den er unter anderem mit dem International Emmy Award ausgezeichnet wurde.
Unter dem Pseudonym Aylin Ashley schrieb er den erotischen Roman Y – Im Labyrinth der Sinne.
Anfang 2022 erschien sein autobiografisch angehauchter Roman Odyssee eines Unvernünftigen.

## Filmografie
- 1992: Der unsichtbare Freund (Fernsehfilm)
- 1993: Die Macht der Bilder: Leni Riefenstahl (The Wonderful Horrible Life of Leni Riefenstahl, Dokumentarfilm)
- 1999: Notlandung in der Krokodilsbucht (Fernsehfilm)
- 2003: Leni Riefenstahl: Ihr Traum von Afrika (Dokumentarfilm)
- 2010: Love, Janis (Dokumentarfilm)

## Auszeichnungen
- 1993: International Emmy Award für Die Macht der Bilder[3]
- 1994: Golden Space Needle Award für den besten Dokumentarfilm beim Seattle International Film Festival für Die Macht der Bilder
- 1995: 2. Platz in der Kategorie Bester Dokumentarfilm bei den National Society of Film Critics Awards für Die Macht der Bilder